# 簇花清风藤
簇花清风藤（学名：Sabia fasciculata），为清风藤科清风藤属下的一个植物种。